# Georg Wilhelm Pabst
Georg Wilhelm Pabst, avstrijski gledališki in filmski režiser, * 25. avgust 1885, Roudnice nad Labem, Avstro-Ogrska, † 29. maj 1967, Dunaj, Avstrija.

## Filmografija
- Ljubezen Jeanne Ney
- Skrinjica Pandore
- Zahodna fronta 1918
- Beraška opera